# Kerstin Larsson
Kerstin Larsson var en svensk folkskollärare och rösträttsaktivist. 
Hon var verksam i kampanjen för införandet av kvinnlig rösträtt i Sverige och ordförande för Föreningen för kvinnans politiska rösträtt i Hedemora 1910–1911 och 1912–1913.